# Lista siturilor arheologice din județul Covasna - Z
Lista siturilor arheologice din județul Covasna - Z conține toate siturile arheologice din județul Covasna înscrise în Repertoriul Arheologic Național (RAN) și aflate în localități al căror nume începe cu litera Z. RAN este administrat de Ministerul Culturii și Patrimoniului Național și cuprinde date științifice, cartografice, topografice, imagini și planuri, precum și orice alte informații privitoare la zonele cu potențial arheologic, studiate sau nu, încă existente sau dispărute.
Puteți căuta un sit din localitățile care încep cu litera Z folosind formularul de mai jos sau puteți naviga prin toate siturile din județ la Lista siturilor arheologice din județul Covasna.
| Cod RAN                                | Denumire | Localitate                   | Adresă                     | Datare                                | Descoperit          | Coordonate                                          | Imagine           | Erori            |
| -------------------------------------- | --- | ---------------------------- | -------------------------- | ------------------------------------- | ------------------- | --------------------------------------------------- | ----------------- | ---------------- |
| 64381.01.01                            | Situl arheologic de la Zoltan - "Nisipărie" / ansamblu anonim (Categorie: locuire civilă) (Tip: Așezare)                      | sat Zoltan, comuna Ghidfalău | Nisipărie                  | Iernut                                |                     | 45°55′25″N 25°51′17″E / 45.92365°N 25.85486°E       | Încărcați imagine | Raportați eroare |
| 64381.01.02                            | Situl arheologic de la Zoltan - "Nisipărie" / ansamblu anonim (Categorie: locuire civilă) (Tip: Așezare)                      | sat Zoltan, comuna Ghidfalău | Nisipărie                  | Costișa                               |                     | 45°55′25″N 25°51′17″E / 45.92365°N 25.85486°E       | Încărcați imagine | Raportați eroare |
| 64381.01.03                            | Situl arheologic de la Zoltan - "Nisipărie" / ansamblu anonim (Categorie: locuire civilă) (Tip: Așezare)                      | sat Zoltan, comuna Ghidfalău | Nisipărie                  | Noua                                  |                     | 45°55′25″N 25°51′17″E / 45.92365°N 25.85486°E       | Încărcați imagine | Raportați eroare |
| 64381.01.04                            | Situl arheologic de la Zoltan - "Nisipărie" / ansamblu anonim (Categorie: locuire civilă) (Tip: Așezare)                      | sat Zoltan, comuna Ghidfalău | Nisipărie                  | Cucuteni - Ariușd                     |                     | 45°55′25″N 25°51′17″E / 45.92365°N 25.85486°E       | Încărcați imagine | Raportați eroare |
| 63928.01.01                            | Situl arheologic de la Zălan - "Biserică" / ansamblu anonim (Categorie: locuire civilă) (Tip: Așezare)                        | sat Zălan, comuna Bodoc      | Biserică                   | Starčevo - Criș                       | Zoltan Szekely 1953 |                                                     | Încărcați imagine | Raportați eroare |
| 63928.01.02                            | Situl arheologic de la Zălan - "Biserică" / ansamblu anonim (Categorie: locuire civilă) (Tip: Așezare)                        | sat Zălan, comuna Bodoc      | Biserică                   |                                       | Zoltan Szekely 1953 |                                                     | Încărcați imagine | Raportați eroare |
| 63928.02.01                            | Fortificația medievală de la Zălan - "Csutakostetö-Pincevár" / ansamblu anonim (Categorie: fortificație) (Tip: Fortificație)  | sat Zălan, comuna Bodoc      | Csutakostetö-Pincevár      |                                       | B. Orban            |                                                     | Încărcați imagine | Raportați eroare |
| 63928.03.01                            | Mormântul medieval de la Zălan / ansamblu anonim (Categorie: descoperire funerară) (Tip: Mormânt)                             | sat Zălan, comuna Bodoc      |                            | sec. XII-XIV                          |                     |                                                     | Încărcați imagine | Raportați eroare |
| 63928.04.01 (Cod LMI: CV-II-a-A-13334) | Biserica reformată din Zălan / ansamblu anonim (Categorie: structură de cult/religioasă) (Tip: Biserică)                      | sat Zălan, comuna Bodoc      | Biserica reformată         | sec. XVI                              |                     | 45°57′33″N 25°49′04″E / 45.95912183°N 25.81778964°E | Încărcați imagine | Raportați eroare |
| 63928.04.02 (Cod LMI: CV-II-a-A-13334) | Biserica reformată din Zălan / ansamblu anonim (Categorie: structură de cult/religioasă) (Tip: Așezare)                       | sat Zălan, comuna Bodoc      | Biserica reformată         | Starčevo - Criș                       |                     |                                                     | Încărcați imagine | Raportați eroare |
| 63928.04.03 (Cod LMI: CV-II-a-A-13334) | Biserica reformată din Zălan / ansamblu anonim (Categorie: structură de cult/religioasă) (Tip: Așezare)                       | sat Zălan, comuna Bodoc      | Biserica reformată         | Boian - Giulești                      |                     |                                                     | Încărcați imagine | Raportați eroare |
| 64381.02.01                            | Situl arheologic de la Zoltan - "Dealul Bisericii" / ansamblu anonim (Categorie: locuire civilă) (Tip: Așezare)               | sat Zoltan, comuna Ghidfalău | Dealul Bisericii           | Cucuteni - Ariușd                     |                     |                                                     | Încărcați imagine | Raportați eroare |
| 64381.02.02                            | Situl arheologic de la Zoltan - "Dealul Bisericii" / ansamblu anonim (Categorie: locuire civilă) (Tip: Așezare)               | sat Zoltan, comuna Ghidfalău | Dealul Bisericii           | Coțofeni                              |                     |                                                     | Încărcați imagine | Raportați eroare |
| 64381.02.03                            | Situl arheologic de la Zoltan - "Dealul Bisericii" / ansamblu anonim (Categorie: locuire civilă) (Tip: Așezare)               | sat Zoltan, comuna Ghidfalău | Dealul Bisericii           | Iernut                                |                     |                                                     | Încărcați imagine | Raportați eroare |
| 64381.02.04                            | Situl arheologic de la Zoltan - "Dealul Bisericii" / ansamblu anonim (Categorie: locuire civilă) (Tip: Așezare)               | sat Zoltan, comuna Ghidfalău | Dealul Bisericii           | Noua                                  |                     |                                                     | Încărcați imagine | Raportați eroare |
| 64381.02.05                            | Situl arheologic de la Zoltan - "Dealul Bisericii" / ansamblu anonim (Categorie: locuire civilă) (Tip: Așezare)               | sat Zoltan, comuna Ghidfalău | Dealul Bisericii           | Schneckenberg                         |                     |                                                     | Încărcați imagine | Raportați eroare |
| 64381.03.01                            | Așezarea Cucuteni - Ariușd de la Zoltan - "Mestecăniș" / ansamblu anonim (Categorie: locuire) (Tip: Așezare)                  | sat Zoltan, comuna Ghidfalău | Mestecăniș                 | Cucuteni - Ariușd                     |                     |                                                     | Încărcați imagine | Raportați eroare |
| 64381.04.01                            | Așezarea Coțofeni de la Zoltan - "Urcuș" / ansamblu anonim (Categorie: locuire civilă) (Tip: Așezare)                         | sat Zoltan, comuna Ghidfalău | Urcuș                      | Coțofeni                              |                     | 45°56′00″N 25°52′19″E / 45.9334°N 25.87184°E        | Încărcați imagine | Raportați eroare |
| 65020.01.01                            | Depozitul de bronzuri de la Zagon - "Dealul Mete" / ansamblu anonim (Categorie: depozit/tezaur) (Tip: Depozit)                | sat Zagon, comuna Zagon      | Dealul Mete                | - 1                                   |                     |                                                     | Încărcați imagine | Raportați eroare |
| 65020.02.01                            | Depozitul de bronzuri de la Zagon - "Pădurea Ceremuș - Stejăriș" / ansamblu anonim (Categorie: depozit/tezaur) (Tip: Depozit) | sat Zagon, comuna Zagon      | Pădurea Ceremuș - Stejăriș | - 1                                   |                     |                                                     | Încărcați imagine | Raportați eroare |
| 65020.03.01                            | Mormântul tumular medieval de la Zagon / ansamblu anonim (Categorie: descoperire funerară) (Tip: Mormânt de inhumație)        | sat Zagon, comuna Zagon      |                            | sec. XI-XIII                          |                     |                                                     | Încărcați imagine | Raportați eroare |
| 65057.01.01 (Cod LMI: CV-II-a-A-13328) | Cetatea medievală de la Zăbală - "Biserica Reformată" / ansamblu anonim (Categorie: locuire civilă) (Tip: Cetate)             | sat Zăbala, comuna Zăbala    | Biserica Reformată         | sec. XV-XVI                           |                     | 45°53′31″N 26°11′21″E / 45.89208°N 26.18926°E       | Încărcați imagine | Raportați eroare |
| 65057.01.02 (Cod LMI: CV-II-a-A-13328) | Cetatea medievală de la Zăbală - "Biserica Reformată" / ansamblu anonim (Categorie: locuire civilă) (Tip: Biserică reformată) | sat Zăbala, comuna Zăbala    | Biserica Reformată         | sec. XV-XVI                           |                     | 45°53′31″N 26°11′21″E / 45.89208°N 26.18926°E       | Încărcați imagine | Raportați eroare |
| 65057.02.01                            | Așezarea geto-dacică de la Zăbala - "Vázköz" / ansamblu anonim (Categorie: locuire civilă) (Tip: Așezare)                     | sat Zăbala, comuna Zăbala    | Vázköz                     | geto-dacică sec. I î.Chr. - I d. Chr. |                     |                                                     | Încărcați imagine | Raportați eroare |
| 65020.04                               | Nucleu de obsidian la Zagon (Categorie: descoperire izolată) (Tip: obiect izolat)                                             | sat Zagon, comuna Zagon      |                            |                                       |                     |                                                     | Încărcați imagine | Raportați eroare |